# Ismene pelusia
Ismene pelusia là một loài bướm đêm trong họ Crambidae.